# Ryozo Suzuki
Ryozo Suzuki (Japó, 16 de juliol de 1939), és un exfutbolista japonès.

## Selecció japonesa
Ryozo Suzuki va disputar 24 partits amb la selecció japonesa.